# Deutenheim (Sugenheim)

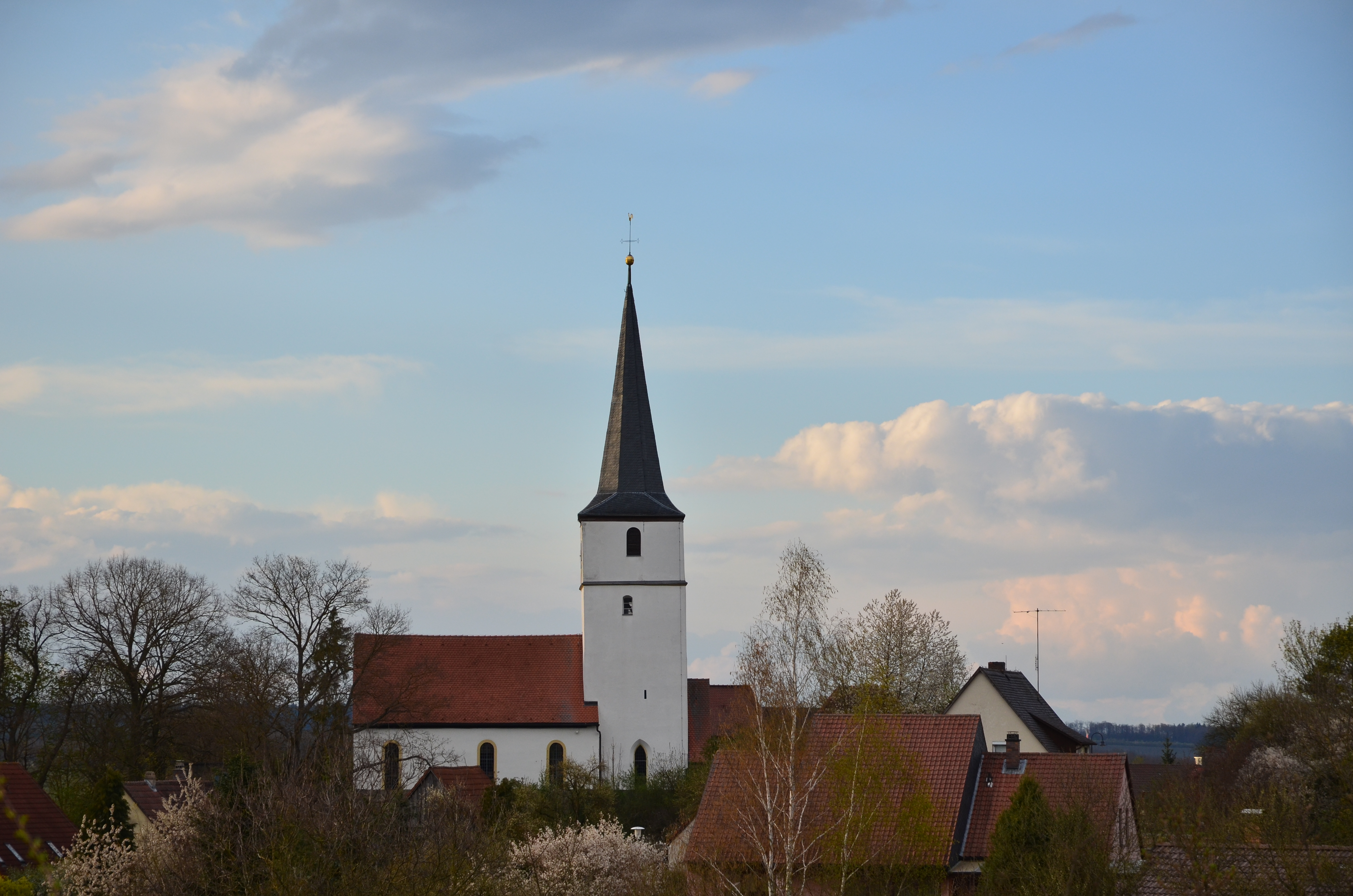
St. Mauritius

Deutenheim (fränkisch: Deidna) ist ein Gemeindeteil des Marktes Sugenheim  im Landkreis Neustadt an der Aisch-Bad Windsheim (Mittelfranken, Bayern). Die Gemarkung Deutenheim hat eine Fläche von 6,413 km². Sie ist in 596 Flurstücke aufgeteilt, die eine durchschnittliche Fläche von 10760,81 m² haben. In ihr liegt neben dem namensgebenden Ort der Gemeindeteil Dutzenthal.

## Geografische Lage
Das Pfarrdorf liegt etwa zwei Kilometer bachaufwärts und südwestlich von Sugenheim überwiegend rechtsseits an den Ufern des bedeutendsten und linksseitigen Zuflusses Ehebach der Aisch. Im Südosten grenzt das Waldgebiet Himmelreich an. Circa einen Kilometer südlich erhebt sich die Waldkuppe Kühnberg (432 m ü. NHN), knapp einen Kilometer aufwärts im Südwesten steht die Einöde Modelsmühle des Gemeindeteils Krautostheim am Ehebach. Etwa einen halben Kilometer westlich liegt das Geldgewann Schwaden und etwa einen nördlich jenseits von Ehebach und der ihm aus dem Westen zufließenden Kleinen Ehe das Feldgewann Wasserfeld.
Die Staatsstraße 2256 verläuft durch das Ehebachtal über die Modelsmühle nach Krautostheim (2,4 km südwestlich) bzw. nach Sugenheim (2,2 km nordöstlich). Von ihr zweigt im Ort die Staatsstraße 2253 nach Rüdisbronn (2,8 km südöstlich) ab, während die Kreisstraße NEA 34 von der Ortsmitte zur NEA 31 (1,3 km nördlich) führt, welche nach Ezelheim (0,9 km westlich) bzw. nach Sugenheim verläuft (1,7 km östlich).

## Geschichte
Deutenheim wurde als Kettendorf in Gewannflur angelegt. Der Ort wurde in der Gründungsurkunde des Benediktinerklosters Megingaudshausen aus dem Jahr 816 als „Dyttenheim“ erstmals erwähnt. Der Ortsname hat als Bestimmungswort den Personennamen Diet(rich), der als Gründer des Ortes angesehen werden kann. 1220 wurde der Ort als „Titenheim“, später als „Teytenheim“ erwähnt. In der ersten Hälfte des 12. Jahrhunderts residierten die Herren von Castell auf der Burg Deutenheim. Sie waren zugleich die Grundherren in Deutenheim. Im Jahre 1457 gaben sie ihre Güter an die Bauern aus. Nach den Herren von Castell folgten die Herren von Seckendorff-Rinhofen, denen die meisten Güter im Ort gehörten.
Gegen Ende des 18. Jahrhunderts gab es in Deutenheim 40 Anwesen. Das Hochgericht und die Dorf- und Gemeindeherrschaft übte die Herrschaft Sugenheim aus. Grundherren waren die Herrschaft Sugenheim (Pfarrhaus, Schulhaus, 5 Höfe, 8 Güter, 15 Gütlein, 1 Wirtshaus, 1 Schmiede, 1 Mühle, 2 Torhäuser, Gemeindehirtenhaus), das brandenburg-bayreuthische Kastenamt Ipsheim (1 Gut, 1 Haus), die Reichsstadt Windsheim (1 Hof) und die Oberpfarrei Herbolzheim (1 Gut).
Im Jahre 1810 kam Deutenheim zum Königreich Bayern. Im Rahmen des Gemeindeedikts wurde es dem 1811 gebildeten Steuerdistrikt Sugenheim und der 1813 gebildeten Ruralgemeinde Sugenheim zugewiesen. Mit dem Zweiten Gemeindeedikt (1818) entstand die Ruralgemeinde Deutenheim, zu der Dutzenthal gehörte. Sie war in Verwaltung und Gerichtsbarkeit dem Landgericht Windsheim zugeordnet und in der Finanzverwaltung dem Rentamt Ipsheim. Die freiwillige Gerichtsbarkeit und Ortspolizei außer über drei Anwesen hatte jedoch bis 1848 das Patrimonialgericht Sugenheim inne. Am 3. Juli 1838 wurde die Gemeinde an das Landgericht Markt Bibart und das Rentamt Iphofen abgegeben. Ab 1862 gehörte Deutenheim zum Bezirksamt Scheinfeld (1939 in Landkreis Scheinfeld umbenannt) und ab 1879 zum Rentamt Markt Bibart (1919–1929: Finanzamt Markt Bibart, 1929–1972: Finanzamt Neustadt an der Aisch, seit 1972: Finanzamt Uffenheim). Die Gerichtsbarkeit blieb bis 1879 beim Landgericht Markt Bibart, von 1880 bis 1973 war das Amtsgericht Scheinfeld zuständig, seitdem ist es das Amtsgericht Neustadt an der Aisch. Die Gemeinde hatte 1964 eine Gebietsfläche von 6,402 km².
Am 1. Januar 1972 wurde Deutenheim im Zuge der Gebietsreform in Bayern in Sugenheim eingegliedert.

### Baudenkmäler
In Deutenheim gibt es drei Baudenkmäler:
- Haus Nr. 4: Wohnstallhaus[17]
- Haus Nr. 11: Bauernhof mit Scheune[18]
- Haus Nr. 76: evang.-luth. Pfarrkirche St. Mauritius

ehemalige Baudenkmäler
- Haus Nr. 7: erdgeschossiges Bauernhaus mit Giebel zur Straße, erbaut im 19. Jahrhundert. Halbwalmdach mit zwei Schleppgauben auf der Traufseite; verputzter Massivbau von zwei zu drei Achsen; der Stallteil mit Knick angebaut, zwei quadratische steinerne Torpfeiler mit Kreuzdach[19]
- Erdgeschossige verputzte Wohnstallhäuser mit Satteldach und Giebel zur Straße, meist erste Hälfte des 19. Jahrhunderts: Häuser Nr. 4 (drei zu sieben Achsen), Nr. 5 (drei zu fünf Achsen, Fachwerkgiebel), Nr. 8 (zwei zu drei Achsen), Nr. 14 (dreiachsige Giebelfront aus Sandsteinquadern, Traufseite modern), Nr. 17 (2. Hälfte 19. Jh., aus Sandsteinquadern, drei zu fünf Achsen, Stichbogenfenster), Nr. 18 (drei zu fünf Achsen), Nr. 20 (dreiachsiger Giebel, Traufseite modern), Nr. 23 (drei zu fünf Achsen), Nr. 26 (drei zu sieben Achsen), Nr. 27 (Quadermauern, drei zu drei Achsen, Stallteil Fachwerk).[19]

### Bodendenkmäler
In der Gemarkung Deutenheim gibt es sechs Bodendenkmäler, darunter
- Burgstall Deutenheim

### Einwohnerentwicklung
Gemeinde Deutenheim
| Jahr      | 1818   | 1840   | 1852   | 1855   | 1861   | 1867   | 1871   | 1875   | 1880   | 1885   | 1890   | 1895   | 1900   | 1905   | 1910   | 1919   | 1925   | 1933   | 1939   | 1946   | 1950   | 1952   | 1961   | 1970   |
| Einwohner | 194    | 231    | 244    | 249    | 229    | 242    | 251    | 239    | 257    | 249    | 215    | 220    | 210    | 217    | 210    | 183    | 170    | 170    | 178    | 321    | 260    | 225    | 238    | 229    |
| Häuser    | 43     | 46     |        |        |        |        | 45     | 47     |        | 46     |        |        | 46     |        |        |        | 44     |        |        |        | 43     |        | 47     |        |
| Quelle    | [ 21 ] | [ 22 ] | [ 23 ] | [ 23 ] | [ 24 ] | [ 25 ] | [ 26 ] | [ 27 ] | [ 28 ] | [ 29 ] | [ 30 ] | [ 23 ] | [ 31 ] | [ 23 ] | [ 32 ] | [ 23 ] | [ 33 ] | [ 23 ] | [ 23 ] | [ 23 ] | [ 34 ] | [ 23 ] | [ 13 ] | [ 35 ] |

Ort Deutenheim
| Jahr      | 001818 | 001840 | 001861 | 001871 | 001885 | 001900 | 001925 | 001950 | 001961 | 001970 | 001987 | 002014 |
| Einwohner | 174    | 220    | 216    | 235    | 238    | 200    | 162    | 237    | 202    | 197    | 157    | 164    |
| Häuser    | 40     | 44     |        |        | 44     | 44     | 42     | 41     | 44     |        | 55     |        |
| Quelle    | [ 21 ] | [ 22 ] | [ 24 ] | [ 26 ] | [ 29 ] | [ 31 ] | [ 33 ] | [ 34 ] | [ 13 ] | [ 35 ] | [ 36 ] | [ 1 ]  |

## Religion
Der Ort ist seit der Reformation evangelisch-lutherisch geprägt und bis heute nach St. Mauritius (Deutenheim) gepfarrt. Die Einwohner römisch-katholischer Konfession sind nach Mariä Himmelfahrt (Ullstadt) gepfarrt.